# Объединённая национальная федералистская партия
 Объединённая национальная федералистская партия (англ. United National Federal Party, UNFP) — родезийская и зимбабвийско-родезийская политическая партия конца 1970-х — начала 1980-х годов. Возникла после выхода из консервативной партии ZUPO племенного вождя ндебеле Кайисы Ндивени и его сторонников. Занимала правые политические позиции, выступала в качестве партнёра правящего Родезийского фронта, противостояла повстанческим движениям ZANU и ZAPU. Добивалась федерализации страны и максимальной автономии ндебеле.

## В Родезии
29 декабря 1976 в Родезии была создана партия правых африканских националистов Объединённая народная организация Зимбабве (ZUPO). Правящий Родезийский фронт во главе с Яном Смитом взял курс на достижение договорённости с умеренными африканскими организациями. Председателем ZUPO стал племенной вождь шона Джереми Чирау, его заместителем — племенной вождь ндебеле Кайиса Ндивени. ZUPO выступала за прекращение гражданской войны, постепенный переход власти к чернокожему большинству при учёте прав белого населения, устранение расовой дискриминации, расширение полномочий племенных вождей. Партия занимала правые консервативные позиции, позиционировалась как антикоммунистическая, отстаивала традиционный уклад и право частной собственности, категорически возражала против планов национализации промышленности, противостояла марксистским повстанческим движениям ZANU Роберта Мугабе и ZAPU Джошуа Нкомо.
Вождь Чирау представлял доминирующую народность шона, вождь Ндивени — этническое меньшинство ндебеле (сходная ситуация сложилась в партизанских движениях между шона Мугабе и ндебеле Нкомо). Выражая этноплеменные интересы, Ндивени настаивал на внесении в программу ZUPO положения о федерализации страны. Чирау отклонял эту установку.

## В Зимбабве-Родезии
Результатом противоречий стал раскол ZUPO в ноябре 1978. Кайиса Ндивени и его сторонники-ндебеле вышли из ZUPO и учредили свою Объединённую национальную федералистскую партию (UNFP). Главное отличие UNFP от ZUPO состояло в требовании федерализации.
На выборах в парламент государства Зимбабве-Родезия, проведённых в апреле 1979, UNFP получила 9 мандатов из 100 (лучшие результаты были достигнуты в Северном Матабелеленде). Представители партии получили в правительстве Абеля Музоревы три министерских поста: Кайиса Ндивени стал министром шахт и министром общественных работ, Зефаниах Бафана — министром водного хозяйства.
Зимбабве-Родезия просуществовала лишь с июня по декабрь 1979. Ланкастерхаузская конференция 1979 года назначила на февраль 1980 всеобщие выборы с участием ZANU и ZAPU. На этих выборах победу одержал ZANU, правительство возглавил Мугабе. UNFP не прошла в новый парламент.

## В Зимбабве
В независимой Зимбабве UNFP не смогла завоевать заметной популярности и влияния и вскоре прекратила существования. Интересы ндебеле пытался в определённой степени выражать ZAPU, но эта оппозиционность была жёстко подавлена правительством в 1982—1983.
Лично Кайиса Ндивени сохранял высокий авторитет и политическое влияние до своей кончины в 2010. Он жёстко критиковал правительство Мугабе за коррупцию, репрессии, хозяйственную некомпетентность. Известен случай, когда Ндивени отказался встречаться с Мугабе на «нейтральной территории» отеля в Булавайо, и глава государства вынужден был приезжать в дом вождя ндебеле.